# Leopold Friedrich (Württemberg-Mömpelgard)

Wappen der Herzoge von Württemberg-Mömpelgard ab 1504

Leopold Friedrich von Württemberg-Mömpelgard (* 30. Mai 1624 in Mömpelgard; † 15. Juni 1662 ebenda) war Begründer einer Seitenlinie des württembergischen Herzogshauses und Herzog von Württemberg-Mömpelgard. 

## Familie
Leopold Friedrich war ein Sohn des Herzogs Ludwig Friedrich von Württemberg-Mömpelgard (1586–1631) aus dessen erster Ehe Elisabeth Magdalena von Hessen-Darmstadt (1600–1624), Tochter des Ludwig V. zu Hessen-Darmstadt (1577–1626) und der Magdalena von Brandenburg (1582–1616). Nachfolger des kinderlosen Herzogs wurde sein jüngerer Halbbruder Georg II. (* 5. Oktober 1626; † 1. Juni 1699), der mütterlicherseits auch sein Vetter zweiten Grades war.

## Ehe
Leopold Friedrich heiratete am 22. November 1647 Sibylla von Württemberg (1620–1707), Tochter des Johann Friedrich von Württemberg und der Barbara Sophia von Brandenburg. Die Ehe blieb kinderlos.